# برینگتون، سامرست
برینگتون، سامرست (به انگلیسی: Barrington, Somerset) یک روستا و محله مدنی در بریتانیا است که در سامرست جنوبی واقع شده‌است. برینگتون ۴۳۸ نفر جمعیت دارد.